# Fotos (pel·lícula)
Fotos és una pel·lícula espanyola de l'any 1996, dirigida per Elio Quiroga

## Argument
A Azucena, una jove obsessionada amb la Verge, li repugna tot el que tingui a veure amb el sexe. César (Miguel Alonso), pintor homosexual que la segueix i grava tot el que fa, convenç Azucena perquè posa per a ell. La intenta violar però ella fuig fins a un club nocturn en què el transvestit Narciso (Gustavo Salmerón) es despulla davant ella. Azucena, perdudament enamorada de Narciso, veu de cop vençuda la seva aversió al sexe, i comença una relació formal amb ell. Els dos aniran a viure amb els pares d'ella (Amparo Muñoz i Simón Andreu), que viuen en una mansió lliurats a pràctiques sadomasoquistes, en les quals, a més de Narciso, pretenen incloure Azucena, que només busca alliberar-se de la presó que suposa per a ella el seu cos.

## Repartiment
- Mercedes Ortega: Azucena
- Amparo Muñoz: Rosa
- Simón Andreu: Tony, el Inglés
- Miguel Alonso: César
- Gustavo Salmerón: Narciso

## Recepció
Premiada al millor guió en el Festival de Sitges i aplaudida per Quentin Tarantino, el millor de Fotos és la seva raresa, que pot definir-se com a originalitat -malgrat construir-se sobre matèries primeres alienes- i el seu derivat caràcter transgressor.